# Argyllshire
Argyllshire är ett grevskap i västra Skottland. Grevskapet motsvarar ungefär den nuvarande regionen Argyll and Bute. Grevskapet kallas ibland bara Argyll.

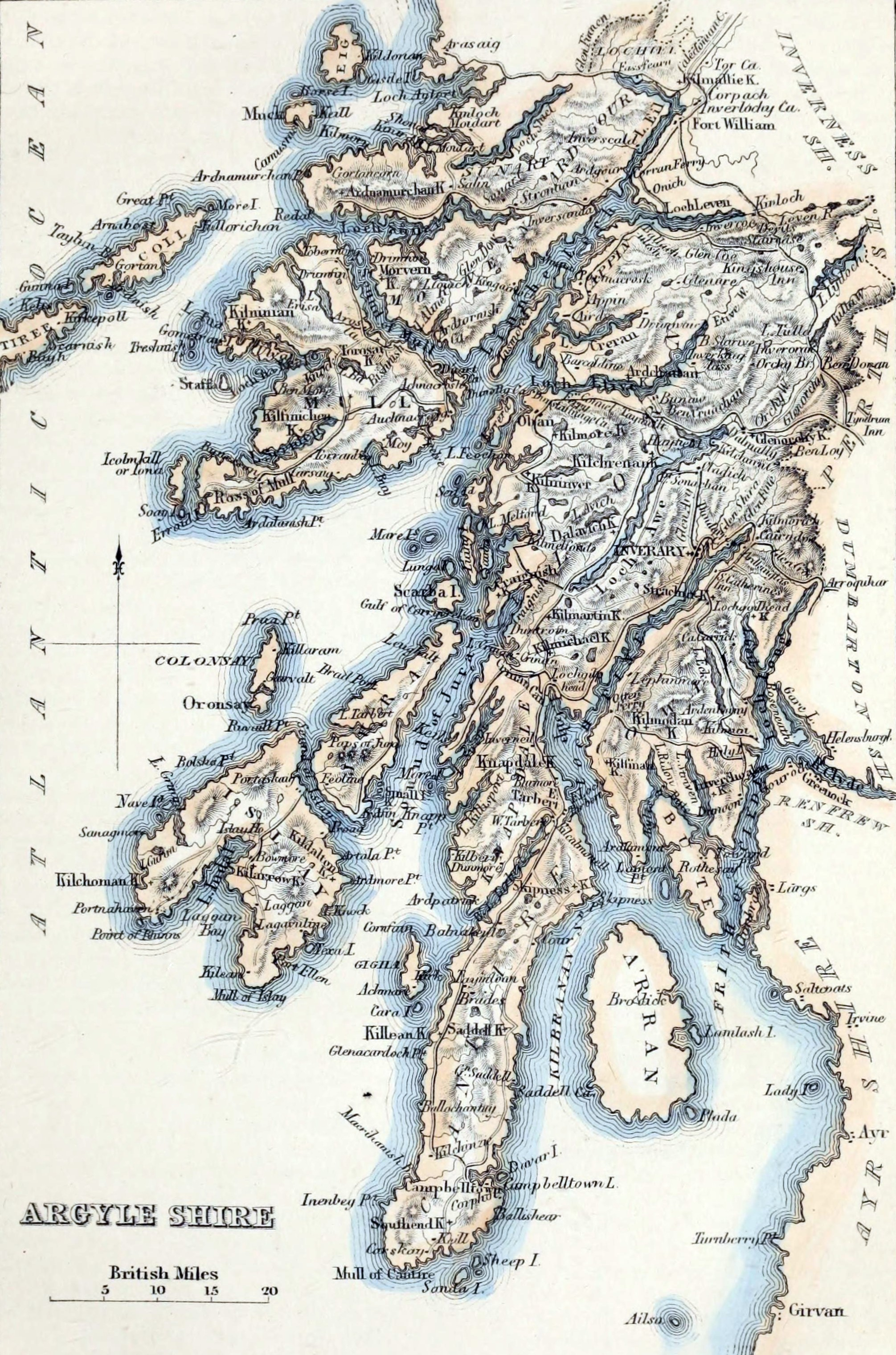
Argyllshire cirka år 1854

Argyllshire är urgammalt och härstammar ifrån det forna kungariket Dalriada. Argyllshire var också ett medeltida stift med katedralen i Lismore, samt ett grevskap och ett hertigdöme, Hertigdömet Argyll. Grevskapet Argyllshire låg vid sjön Loch Awe.